# 1647
1647 (MDCXLVII) fue un año común comenzado en martes, según el calendario gregoriano.

## Acontecimientos
- 14 de marzo: Guerra de los Treinta Años: Baviera, Colonia, Francia y Suecia firmaron la Tregua de Ulm.
- 13 de mayo: Un terremoto de 8,5 sacude la ciudad de Santiago de Chile, dejando un saldo de 1000 muertos.
- 10 de junio: Batalla del Puerto de Cavite, en el transcurso de la guerra de los ochenta años.
- 7 de julio: Nápoles: inicio de la revuelta liderada por Masaniello contra el  virrey español  Rodrigo Ponce de León, duque de Arcos, que dio lugar al nacimiento de la breve República Napolitana.
- Grandes epidemias en Europa Occidental.
- 23 de diciembre: el obispo fray Damián López de Haro fundó la Ciudad de Carúpano.

## Arte y literatura
- Publicación de Oráculo manual y arte de prudencia, de Baltasar Gracián.

## Nacimientos
- Antonio Teodoro Ortells, compositor considerado en su día como uno de los más importantes del barroco español
- 1 de marzo: Juan de Brito, santo y mártir jesuita (f. 1693)
- 1 de abril: John Wilmot, poeta y escritor libertino inglés (f. 1680)
- 22 de agosto: Denis Papin, físico e inventor francés.
- 18 de noviembre: Pierre Bayle, filósofo y escritor francés (f. 1706)

## Fallecimientos
- 16 de julio: Tommaso Aniello, pescador napolitano y rebelde contra la monarquía hispánica
- 25 de octubre: Evangelista Torricelli, científico italiano (n. 1608)
- Pieter Quast, pintor y grabador neerlandés del barroco.